# Museum Mayer van den Bergh
Koordinaten: 51° 12′ 54,7″ N, 4° 24′ 18,7″ O

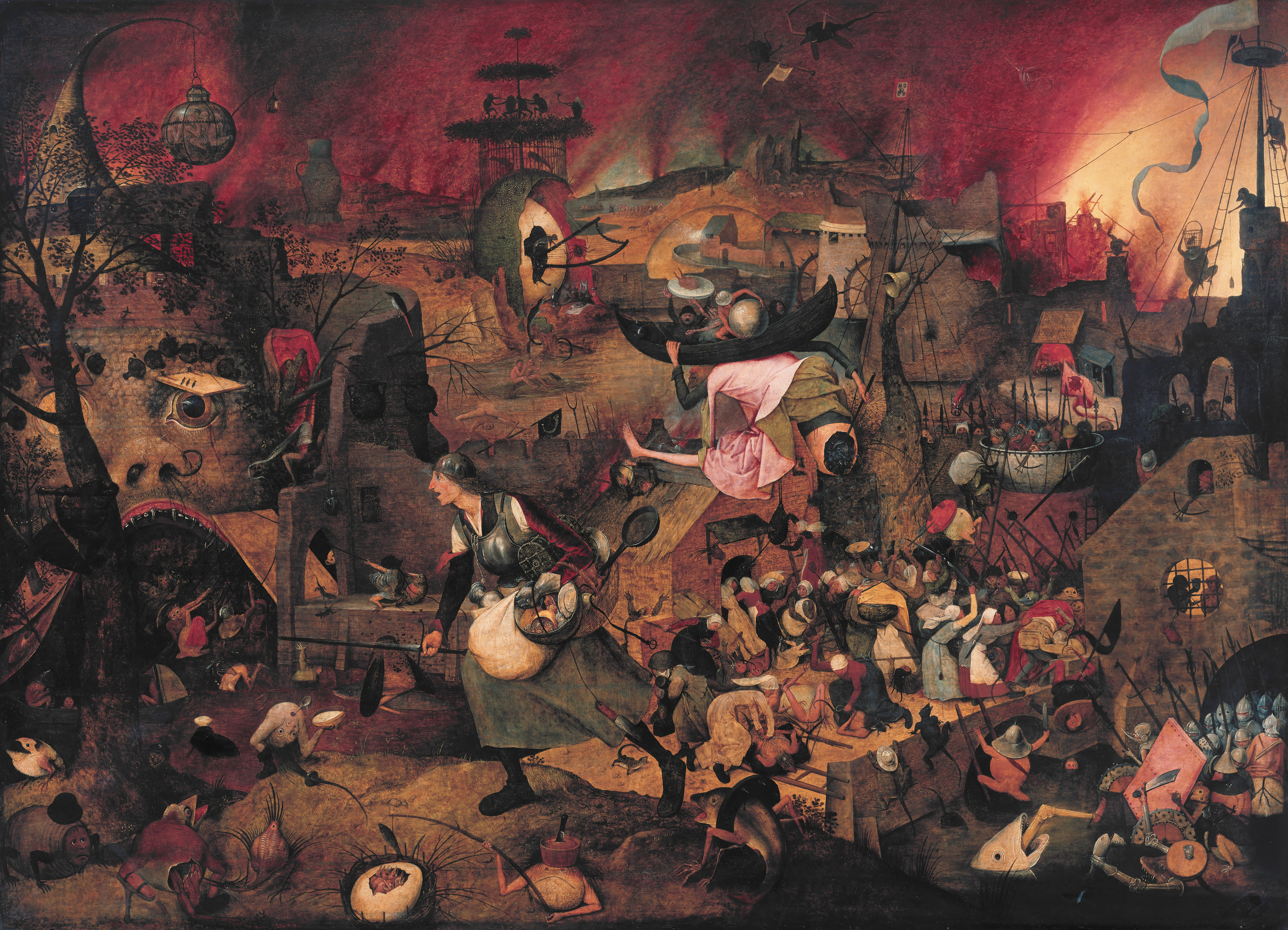
Pieter Bruegel d.Ä.: De Dulle Griet, Öl auf Holz, 115 × 161 cm, um 1563, Museum Mayer van den Bergh, Antwerpen

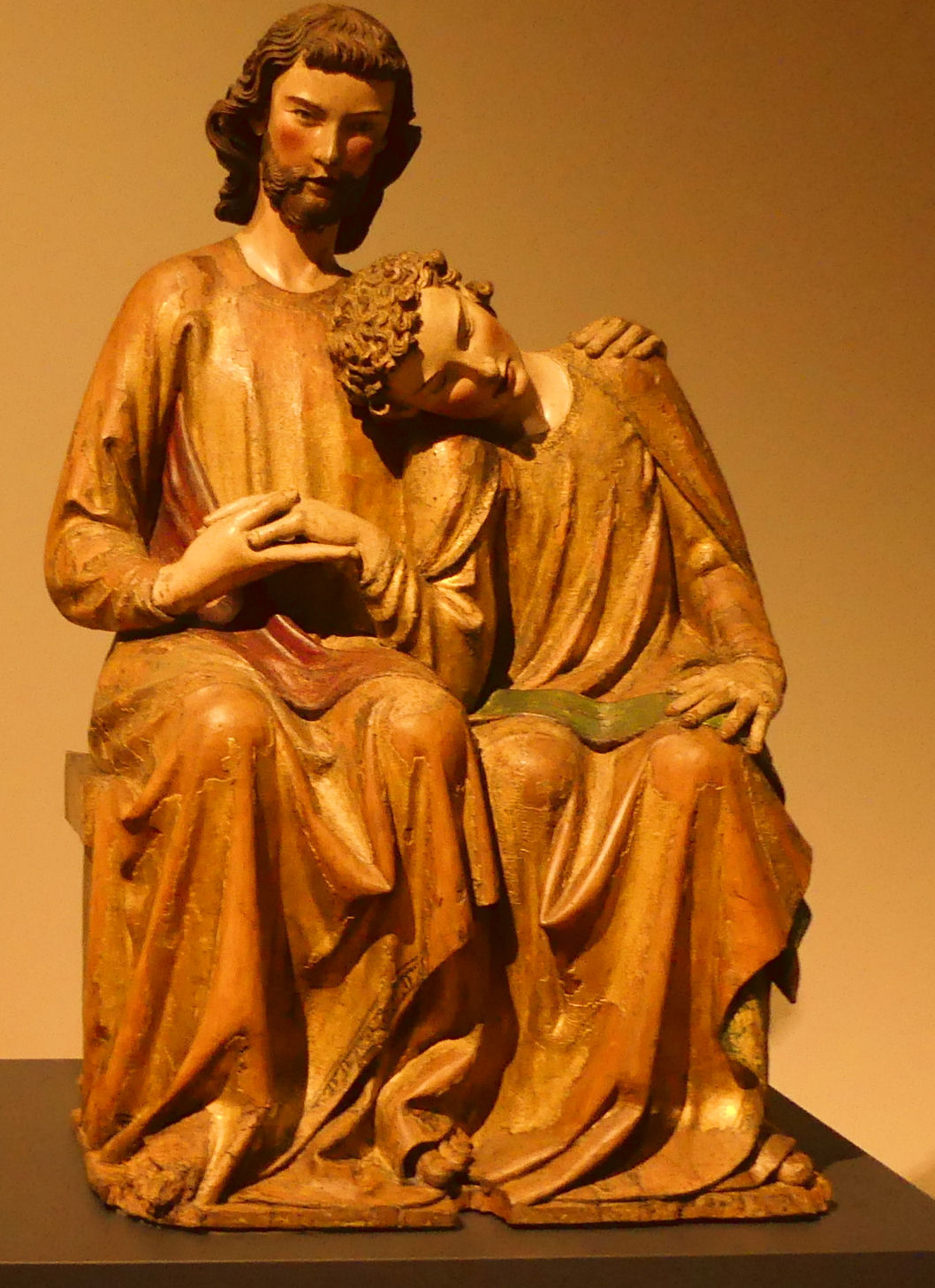
Christus-Johannes-Gruppe, 13e Jahrhundert.

Das Museum Mayer van den Bergh in Antwerpen beherbergt Kunst des Mittelalters, der Renaissance und des Barock aus der Sammlung von Fritz Mayer van den Bergh (1858–1901). Die von ihm aufgebaute und von seiner Mutter Henriëtte Mayer van den Bergh zur Erinnerung an ihren verstorbenen Sohn 1901–1904 in die Form des heutigen Museums überführte Sammlung zeigt Gemälde, Skulpturen, Tapisserien, Zeichnungen, Glasmalereien, Elfenbeine, Handschriften und Kleinkunst von internationalem Rang.
Ein Schwerpunkt der Sammlung liegt auf der Kunst des 14. bis 16. Jahrhunderts. Henriette Mayer van den Bergh ließ neben dem Wohnhaus der Familie ein im Stil des 16. Jahrhunderts speziell für die Präsentation der Sammlung entworfenes Gebäude errichten. Beide Gebäude beherbergen heute die Ausstellungsräume des Museums.

## Kunstwerke (Auswahl)
- Meister Heinrich von Konstanz: Christus-Johannes-Gruppe aus St. Katharinenthal, um 1280/1290
- Mayer van den Bergh-Stundenbuch, um 1520
- Pieter Bruegel d.A.: Die Dulle Griet, um 1563; Zwölf Sprichwörter, 1558?